# Neoserica panganiensis
Neoserica panganiensis är en skalbaggsart som beskrevs av Brenske 1901. Neoserica panganiensis ingår i släktet Neoserica och familjen Melolonthidae. Inga underarter finns listade i Catalogue of Life.